# Brutărie

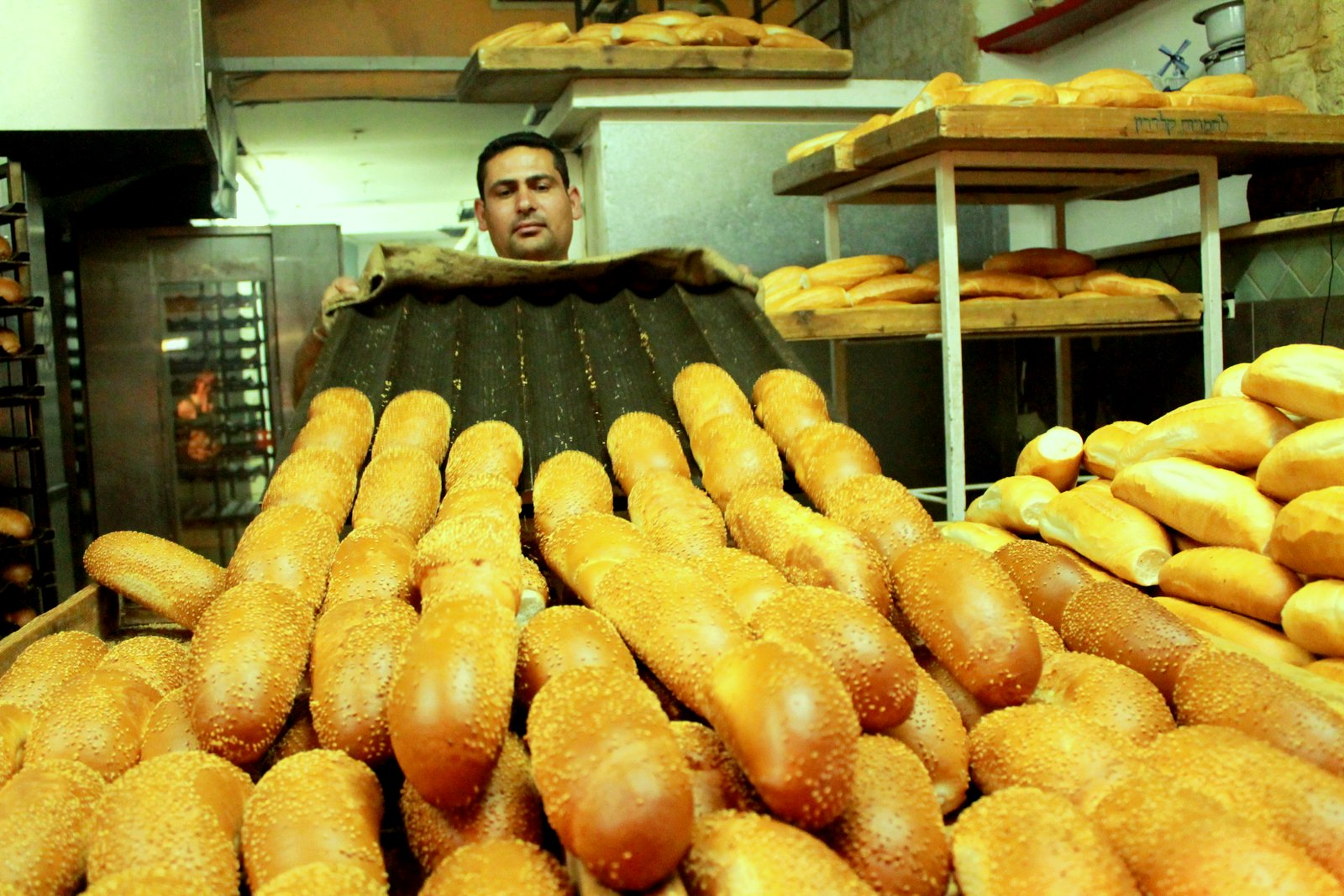
O brutărie din Piața Mahane Yehuda.

Brutăria este un spațiu în care are loc procesul de realizare a pâinii sau a produselor de panificație în general, cum ar fi: covrigi, franzele, baghete, gogoși etc. realizate de brutari, de oameni special pregătiți și specializați cu această îndeletnicire de preparare a produselor de panificație. Aceste produse sunt obținute în general din amestecul de făină albă de grâu, ulei, drojdie și alte ingrediente, în funcție de rețeta după care sunt pregătite. 

## Istorie
Produsele de brutărie există de mii de ani. Arta coacerii a fost dezvoltată pentru prima oară în timpul Imperiului Roman.